# 飛鳥会事件
飛鳥会事件（あすかかいじけん）は、2006年 部落解放同盟の支部長を兼任する財団法人飛鳥会理事長が業務上横領と詐欺の疑いで大阪府警捜査二課に逮捕され、大阪地検により起訴された事件。
大阪地裁で懲役6年の実刑判決が下ったが、控訴審の2007年11月、被告人が死亡した。

## 概要
社団法人飛鳥会（あすか会とも表記）は1960年、部落解放同盟大阪府連合会飛鳥支部（1963年結成、のち一時消滅を経て1968年に再結成）により地域生活や福祉改善の促進を標榜して設立され、同和地区で浴場を運営していた。山口組系金田組の組員であり部落解放同盟飛鳥支部の支部長でもある小西邦彦（1933年9月16日生まれ）は、飛鳥会を社団法人から財団法人に改めて収益事業を営むことを提案し、これを受けて、1971年、飛鳥会は財団法人になると共に、1974年以降、同和対策事業の一環として大阪市の外郭団体から西中島駐車場の運営を独占的に業務委託されていた。
1983年からこの飛鳥会の理事長を務めていた小西邦彦は、年間2億円の収益を7000万円に過少申告し、差額を横領することにより不正な利益を得ていた。その他、小西邦彦は2003年9月、大阪市立飛鳥人権文化センター（旧・飛鳥解放会館）館長と共謀して山口組系暴力団の元組長らのために健康保険証7枚を不正取得していたことも発覚した。不正に得た収入の使途は、小西当人の趣味のコインや紙幣の収集、スポーツ・国技観戦、自分のために作った総檜の豪華な棺桶の支払い（470万円）、年間1億円と豪語していた飲み代、妻や娘の装飾品や服飾代（月額300万円から500万円）、大学生の次女に買ってやったベンツの代金（630万円）、妻に渡す生活費（月額100万円）、長男に渡す生活費（月額30万円）、愛人に渡す生活費（月額30万円）などであった。

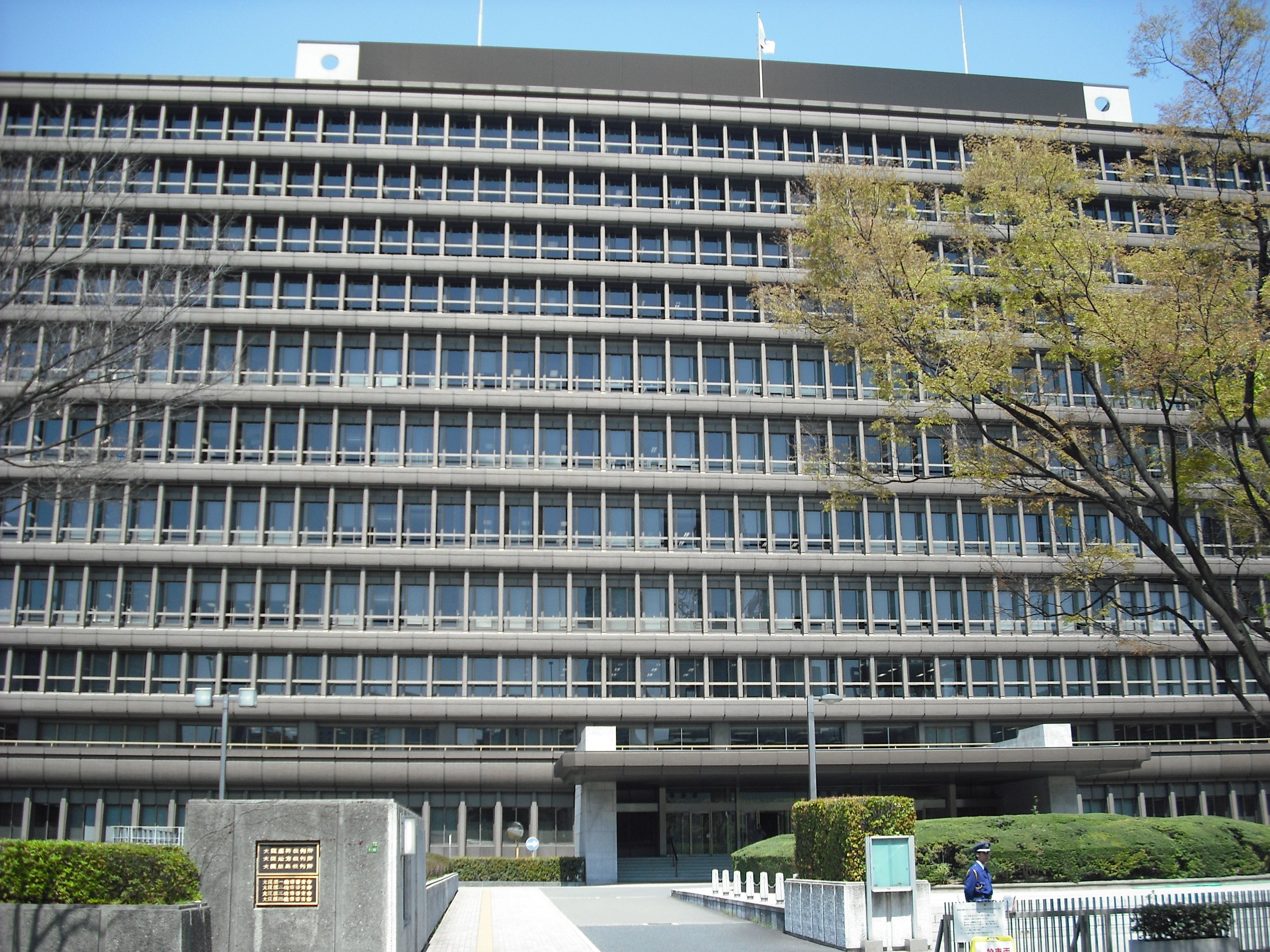
小西が実刑判決を受けた大阪地方裁判所

このため、2006年5月8日、小西邦彦は業務上横領の容疑により逮捕された（同年5月27日、詐欺容疑で再逮捕）。横領額は判明しただけでも約6億円に上ったが、起訴された金額は1億3120万円。これらの金額を小西邦彦の個人口座に移し替え隠蔽したというのが事件の概要であった。
この口座の移し替えなどに絡み、小西邦彦と懇意だった三菱東京UFJ銀行淡路支店の次長兼取引先課長も、業務上横領幇助で大阪府警に逮捕されている（後に起訴猶予となる）。また、健康保険証詐取の件では、大阪市立飛鳥人権文化センター館長も詐欺罪で逮捕され、2006年11月10日に大阪地方裁判所で懲役1年6月執行猶予3年の有罪判決を受けている。
2006年7月31日、大阪地裁は小西邦彦の保釈を許可した。2006年10月6日に大阪地裁で初公判が開かれ、大阪国税局の税務調査により、2005年までの5年間に約4億円の申告漏れが指摘された。2007年1月24日、大阪地裁裁判長杉田宗久は「同和団体幹部の地位を私利私欲のために悪用し、大阪市の弱腰の同和行政を食い物にした極めて悪質な犯行だ」と述べ、小西邦彦に懲役6年の実刑判決を下した。この判決を不服として小西邦彦は大阪高等裁判所に控訴したが、同年5月、肺癌で大阪府豊中市の刀根山病院に入院し、11月9日、奈良市の自宅で死去。74歳没。

## 社会的反響
小西邦彦の逮捕を受けて部落解放同盟大阪府連は「部落解放運動─信頼の再構築と再生にむけて　｢飛鳥会等事件｣の総括と部落解放同盟大阪府連見解」と題する声明文を発表し、「不正を見破れず是正できなかった大阪府連の責任を重大に受け止める」とする一方、「｢飛鳥会事件｣と同和問題解決をめざす同和行政とは一切無関係である」「今回の事件は個人の犯罪である」と主張した。のみならず、「部落解放同盟の支部長としての肩書きと暴力団関係者としての圧力を背景に小西氏が不当な利益供与を要求し､それに大阪市が屈し続け」「責任を同和行政にすり替えた」のが「大阪市の差別性」であると主張し、この事件によって金銭的被害を蒙った大阪市を部落差別の加害者に擬して弾劾した。
部落解放同盟大阪府連はまた、2006年9月9日の「『飛鳥会等事件』真相報告集会」で配った「総括と府連見解」の中で、小西邦彦の行為を「同盟支部長という肩書きを悪用した『エセ同和行為』」とも批判した。しかしこれに対して角岡伸彦は、大阪府連委員長の松岡徹が小西から長年にわたり金銭的支援を受けていた事実を指摘し、部落解放同盟を「一部の大阪府連幹部にとって、小西はいわばスポンサーではなかったか。であるからこそ、（飛鳥支部の─引用者註）支部大会が10年以上開かれていなくても、（小西が─引用者註）支部長として出席しなければならない府連の会議に長期間にわたって顔を見せなくても、何のおとがめもなかった。『エセ同和行為』を黙認し続けたのは、大阪府連の幹部に他ならない」と批判している。

さらに部落解放同盟大阪府連は、2006年12月、新聞各社の大阪本社に公開質問状を出した。飛鳥会事件の報道について「差別を助長、再生産」したと非難し、「これほどまでに大きな紙面を割いた理由は何か」となじる内容であった。これに対して産経新聞は
と返答した。
部落解放運動大阪府連は、毎日新聞の「解放同盟支部長を逮捕」という見出しについて「駐車場の委託管理を受けている『(財)飛鳥会理事長を逮捕』であるべき」と抗議し、「事件に関係のない部落解放同盟員や被差別部落住民に対する差別意識が拡大され、部落出身者の心理面においてどれだけマイナス思考になるのかなど検討されなかったのでしょうか」と難詰している。しかしこれに対して角岡伸彦は、被害妄想の域に達していると言わざるを得ない、と批判し、部落解放運動の空洞化を指摘した。
また、京都産業大学教授の灘本昌久はこの事件を奈良市部落解放同盟員給与不正受給事件と共に「（部落解放）運動と行政の力関係がそのまま職場に持ち込まれることによる職場の混乱や不正行為」と呼び、「便所の差別落書きでさえ、その施設管理者の責任を「差別体質」として厳しく追及してきた運動団体ならば、自らの「腐敗体質」として猛省・改善してもらわなければならない」と述べ、この事件を巡る部落解放同盟の対応の甘さを批判した。
なお、この事件で金融庁から法人営業拠点での新規客への融資を7日間停止する業務停止命令（法人営業拠点の新設も半年間禁止）を受けた三菱東京UFJ銀行は、部落解放同盟とは逆に「公金を取り扱いたいから、という経緯については把握しておりませんが、当行の人間が一部の資金の出し入れについて従事していたのは事実です。個人の犯罪ではなく、経営・組織の責任として処分を重く受けとめています」（広報部）と表明し、個人の問題ではないことを全面的に認めている。

また、2006年8月には、小西の元運転手で「リトル小西」と呼ばれ、小西と師弟関係にあったといわれるM（NPO法人「八尾市人権安中地域協議会」理事長・部落解放同盟大阪府連合会安中支部長・八尾市人権協会副会長・山口組系健竜会相談役）が地元建設業者から「地元協力金」の名目で現金約100万円を脅し取るなどの行為により逮捕された。Mもまた小西と同様、部落解放同盟幹部の地位と暴力団との関係を巧妙に使い分けて行政と癒着し犯行に及んでおり、八尾市の公共工事を受注する業者の間では請負額の3%を「部落解放同盟安中支部への寄付金」などの名目でMに支払うことが長年にわたり慣例化していた。

## 小西邦彦の人脈

### 暴力団員・部落解放同盟支部長として
大阪府高槻市の被差別部落に生まれ育った小西邦彦は少年院や刑務所を経て山口組系金田組組長金田三俊のボディガード兼運転手になったが、上田卓三の後ろ盾を得て、1969年6月、飛鳥支部第1回定期大会で部落解放同盟大阪府連飛鳥支部の支部長に選出された。支部長就任の動機について、2006年10月6日の大阪地裁における小西邦彦の初公判の検察側冒頭陳述では「同和問題が大きな社会問題となっていたことから、暴力団構成員よりも金もうけがしやすく、絶大な権力が手に入るなどと考えたためである」と指摘された。当時小西は酒梅組の元組員である西成支部長と共に部落解放同盟行動隊の双璧の強腕とされていた。
その後小西は1970年代後半に山口組を脱退したが、それ以降も山口組関係者との交際は依然として継続し、金田組の組長から時おり電話がかかってくると別人のように直立不動になり、組長から指示を受けていた。また山口組系生島組組長の生島久次とは古い付き合いがあり、1985年1月27日の山一抗争で、山口組四代目組長竹中正久が愛人宅で射殺された時には、現場となったマンションの名義人として浮上し、部落解放同盟大阪府連の委員を辞任。しかしその後も部落解放同盟から除名されることはなく、飛鳥支部の支部長として留任した。
また小西は山口組若頭時代の渡辺芳則に5,000万円を献金したこともある。のちに中野会会長の中野太郎の仲介で、組長になった渡辺と2回にわたり面談し、元ヤクザのための福祉事業を立ち上げようとしたが実現しなかった。1990年頃には茨木市の病院に入院中の小西が元暴力団員の飛鳥会職員らに拉致され、5億円を要求される事件も起きている。1997年9月15日には山口組と中野会の抗争が飛び火した結果、部落解放同盟飛鳥支部や飛鳥会の入居する小西所有のビルに5発の銃弾が撃ち込まれる事件が起き、新聞各紙に「部落解放同盟支部に発砲」と報じられた。中野と交際が深い小西への敵対勢力からの脅しと見られた。

### 建設業界や国税局・自民党・警察との関係
昭和40年代、権利関係の複雑な大阪駅前の開発に際して大阪市に力を貸したことから同市の行政に多大な発言力を持つに至った小西邦彦は、同和関係の建設事業の請負を左右する大阪府同和建設協会（同建協）でも顔役として通っていた。許永中が在日韓国人でありながら同建協に加盟し、同和対策事業に食い込んでいたのも小西邦彦との人間関係があったためであると伝えられる。小西邦彦は七項目の確認事項を楯に自らの銀行口座の預金利息を完全非課税にさせるなど、国税局にも影響力を行使していた。村田吉隆や渡辺美智雄や東力といった自民党議員とも親しく飲み歩き、選挙を全面支援し、特に村田は大阪国税局調査部長時代、飛鳥会に関する脱税告発を握り潰すほど小西邦彦と昵懇だったといわれる。その他、小西邦彦は天下りの斡旋や贈賄などを通じて警察にも威勢を及ぼしていたとの証言がある。また、元大阪市長関淳一も知人の就職の斡旋を小西に依頼したことがあり、この点については関も認めている。その見返りとして小西は大阪市に部落解放同盟飛鳥支部の人間を採用してもらうよう「ぎょうさん推薦した」と証言している。

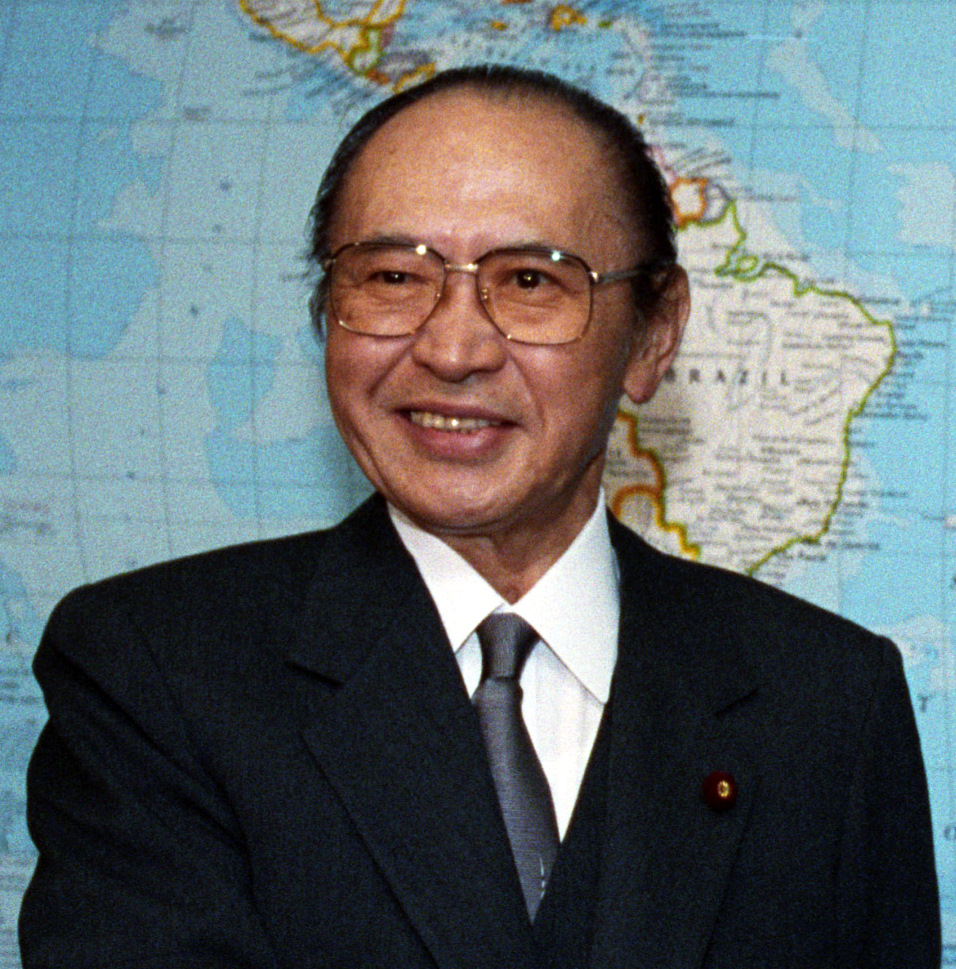
小西と親しかった渡辺美智雄

後年、社会福祉法人ともしび福祉会の設立にあたって自らの犯罪歴を理由に大阪府から認可を拒まれた小西は、部落解放同盟と友好関係にあった社会党の国会議員の紹介で厚生省に赴いたが門前払いを受けたため、金田組の上部組織の柳川組にいた右翼を通じて自民党の中川一郎を紹介してもらい、当時の厚生大臣の園田直に会って法人設立の認可をとりつけたこともある。

### 銀行と暴力団のパイプ役として
また1975年頃、三和銀行（後の三菱東京UFJ銀行）淡路支店と取引を始め、同行に対しても特殊な影響力を持つに至る。そのきっかけについて、小西邦彦自身は大阪府立柴島高等学校の開校にあたって大阪府に口を利き、同校の資金の取り扱いを三和銀行に任せるよう斡旋したことだったと述べている一方で、同行における小西邦彦の担当者だった元支店長は、三和銀行淡路支店の開設にあたり小西邦彦が用地確保に尽力したことだったと述べている。
こうして、三和銀行から特別な厚遇を受けるようになった小西邦彦は、友人の暴力団関係者のための転貸融資の窓口になることを引き受け、銀行と暴力団のパイプ役を務めて利鞘を稼いでいた。小西邦彦に対する同行からの融資額は、三菱東京UFJ銀行本体で約51億円、系列ノンバンク「三菱UFJファクター」で約30億円、合計80億円以上にのぼると見込まれたが、その全額が暴力団の地上げ資金に使われ、バブル崩壊により不良債権と化した。

### 老人ホームの理事長として
1981年には社会福祉法人「ともしび福祉会」を設立して理事長に就任し、特別養護老人ホームや生活支援ハウスなど5つの施設を運営。これらの事業に関して国や大阪市などから合計46億8000万円の補助金を受け、「福祉はもうかる。年寄りは何も分からなくなっているから、体を洗うのはホースで水をかければいい」と豪語していたといわれるが、本人はその発言を否定している。

### 芸能界の顔役として

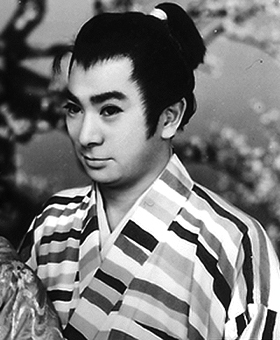
小西と昵懇だった勝新太郎

小西邦彦はまた飛鳥地区の解放会館で同和地区住民のためのイベントにたびたび芸能人を呼んでいた関係から芸能界とも接点を持ち、芸能人たちからはチケットを500万円から1000万円分も買い上げるタニマチとして慕われ、1980年代中期に小西邦彦の実父が他界した折には、小西邦彦と特に昵懇だった勝新太郎夫妻が葬儀に駆けつけている。2001年7月7日には西城秀樹の結婚披露宴に新婦側の主賓として招かれ、新高輪プリンスホテルでスピーチを行った。
なお、役所や銀行を相手にする場合は『部落解放同盟飛鳥支部長』という肩書きを進んで利用し「支部長」と呼び習わされてきたにもかかわらず、このような席では『老人ホームの理事長』と名乗り、場面によって裏と表の肩書きを使い分けていた。
また岡本夏生からは「おとうさん」、加賀まりこからは「おにいちゃん」と呼ばれる間柄だった。この他笑福亭仁鶴も小西邦彦に可愛がられていた芸人の一人で、小西邦彦のことを「親父さん」と呼んでいた。仁鶴の当たりギャグ「どんなんかな～？」は、小西邦彦が居酒屋で女の子を笑わせるためにたびたび使っていたフレーズを、小西邦彦の許可のもとに使用していたものと伝えられる。
小西は、1970年代から大相撲の千代の富士のタニマチでもあった。しかし1982年春の大阪場所に出ていた千代の富士を北新地に連れて行こうとしたにもかかわらず、宿舎の前で長々と待たされて業を煮やした小西は、千代の富士が力士仲間と花札に興じていたことを知って逆上し、彼の髷をつかんで蹴り上げる事件を起こし、以後は後援会活動から手を引いた。

## 事件のその後
これらの一連の違法行為を通じて、小西邦彦が蓄積した個人資産の総額は40億円以上にのぼる。小西邦彦の逮捕後、2006年7月に三菱東京UFJ銀行は、小西邦彦ならびに「ともしび福祉会」に対して約80億円の貸金返還請求訴訟を起こしたが、小西邦彦の死後に遺族が遺産相続を放棄したため、融資回収はほとんど進んでいない。